# 康山乡 (马尔康市)
康山乡（藏語：ཁང་སར་，威利转写：khang sar），是中华人民共和国四川省阿坝藏族羌族自治州马尔康市下辖的一个乡镇级行政单位。

## 行政区划
康山乡下辖以下地区：
牙尔珠村、达维村、黄丫村、五都村和牧业村。